# Holger Runge
Holger Runge (* 14. April 1925 in Weimar; † 27. Juni 2024 in Neuss) war ein deutscher Künstler.

## Leben und Werk

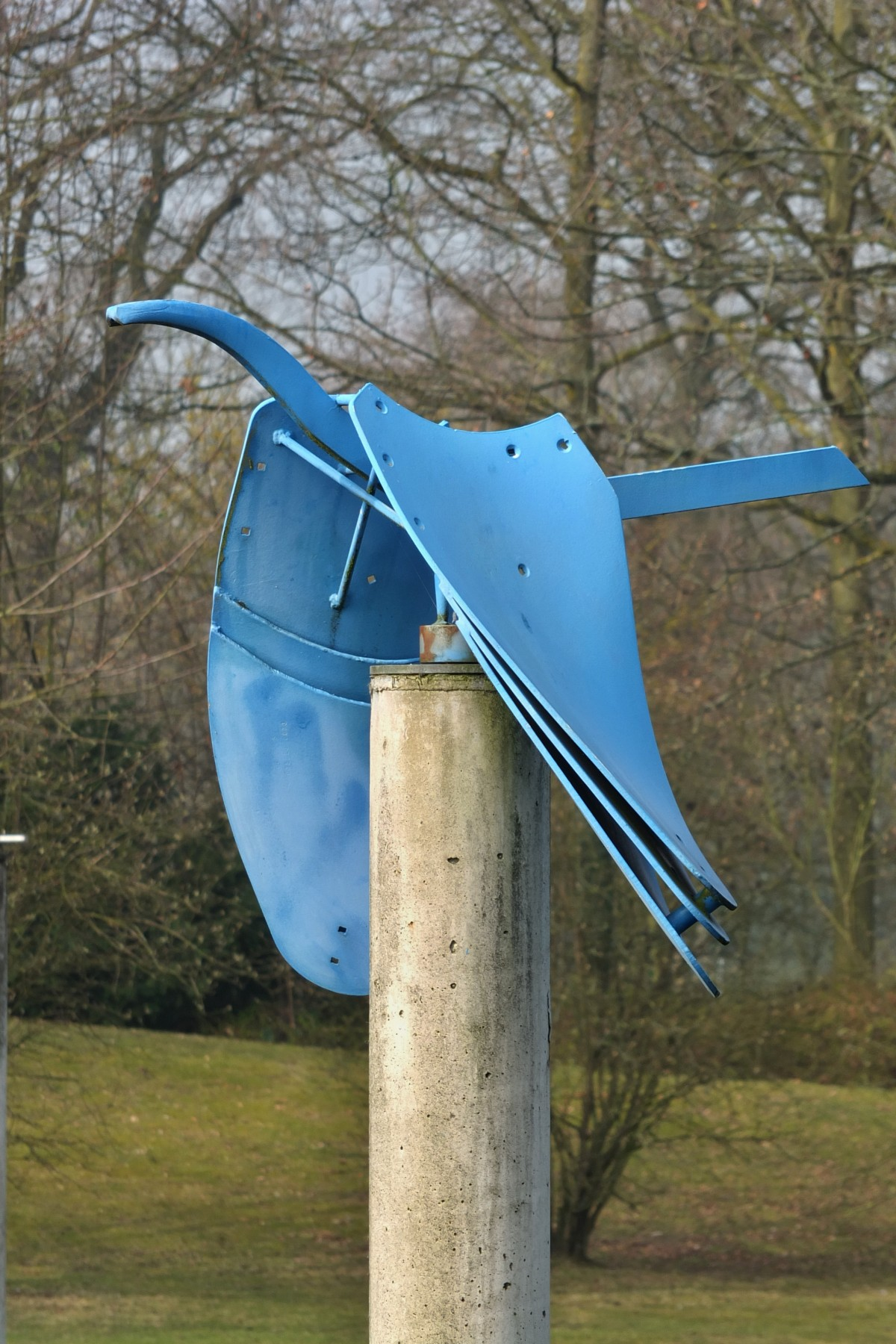
Stele „Pflugvogel“ im Stadtsee Kaarst (1994)

1946 begann Runge in Weimar ein Kunststudium, das er später an der Kunstakademie Düsseldorf als Schüler von Otto Coester fortsetzte. An der Kunstakademie und am Werklehrerseminar Düsseldorf war er als Dozent tätig.
1963 gründete er zusammen mit Joseph Beuys, Hans van der Grinten, Franz Joseph van der Grinten, Martel Wiegand, Gottfried Wiegand, Erwin Heerich, Rolf Crummenauer, André Thomkins und Franz Eggenschwiler die „Radiergemeinschaft Osterath“.
Ab 1976 konzentrierte er sich auf die freie künstlerische Arbeit, wovon ein repräsentativer Querschnitt im Museum Schloss Moyland ausgestellt wird.
Runge wohnte von 1960 bis 2017 in Meerbusch-Osterath und zuletzt in Neuss-Weckhoven.